# Kálmán Mészöly
Kálmán Mészöly (Budapest, 16 de julio de 1941-Ibidem., 21 de noviembre de 2022) fue un jugador y entrenador de fútbol profesional húngaro. Jugó toda su carrera en el Vasas SC, donde se desempeñó como defensa central. Su apodo era La roca rubia por su brillante labor defensiva.

## Biografía
Como jugador defendió los colores del Vasas SC. Con la selección de fútbol de Hungría disputó 61 partidos desde su debut en el año 1961. Representó a su país en las fases finales de la Copa del Mundo de 1962 y 1966, así como en la Eurocopa 1964. Su equipo, Vasas, fue campeón húngaro con su participación en 1961, 1962, 1965 y 1966. También formó parte del equipo húngaro para los Juegos Olímpicos de verano de 1960, pero no jugó ningún partido.
Mészöly jugó en varios juegos World All-Stars durante las décadas de 1960 y 1970. Más tarde tuvo tres períodos como entrenador en jefe de la selección nacional de fútbol de Hungría: 1980–83, 1990–91 y 1994–95. Llevó a Hungría a la Copa Mundial de la FIFA de 1982 realizada en España, en donde su equipo propinó una goleada de 10-1 a la Selección Nacional de El Salvador.